# Raymond Hamilton
Raymond Hamilton (21 de maig de 1913 – 10 de maig de 1935) va ser un membre de la Banda Barrow durant els inicis dels anys 1930. Per l'època en què tenia 21 ell havia acumulat una sentència de presó de 362 anys. Poc és conegut sobre la infantesa de Hamilton. Ell havia nascut a Oklahoma i havia crescut a Dallas, on va rebre una educació pública menor.